# Leptothorax pocahontas

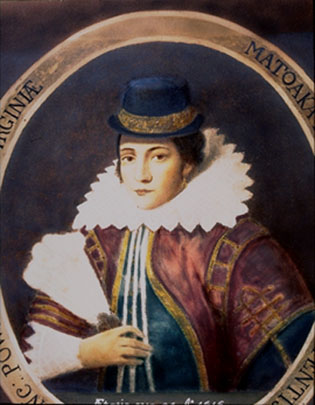
Индейская принцесса Покахонтас, в честь которой был назван вид Leptothorax pocahontas.

Leptothorax pocahontas (лат.) — вид мелких по размеру муравьёв рода Leptothorax из подсемейства Myrmicinae (Formicidae), обитающий в Канаде. Социальный паразит, внесённый в Красную книгу МСОП.

## Распространение
Эндемик Канады: Альберта, Джаспер, Национальный парк Джаспер.

## Описание
Мелкие муравьи, длина 3—4 мм. Основная окраска буровато-чёрная; мандибулы, усики и ноги красновато-коричневые. Социальные паразиты других видов рода Leptothorax. Жвалы с 5—6 зубцами. Усики самок 11-члениковые с 3-члениковой булавой. Нижнечелюстные щупики из 5 члеников, нижнегубные щупики состоят из 3 сегментов. Заднегрудка с развитыми проподеальными шипиками. Стебелёк между грудкой и брюшком состоит из двух члеников: петиолюса и постпетиолюса (последний четко отделен от брюшка), жало развито, куколки голые (без кокона). Голова, грудь, петиоль, постпетиоль и брюшко гладкие и блестящие. Самки проникают в муравейники других видов Leptothorax, где откладывают яйца и полностью зависят от их хозяев.
Хромосомный набор вида Leptothorax pocahontas равен n=18, что отличается от близких таксонов: n=13 у вида Leptothorax acervorum, и n=15 у Leptothorax faberi, но сходно с европейским видом Leptothorax muscorum, у которого n=18.

## Систематика и этимология
Вид был впервые описан в 1979 году немецким мирмекологом профессором Альфредом Бушингером (Prof. Dr. Alfred Buschinger, Institut fur Zoologie, Дармштадт, ФРГ) под первоначальным названием Doronomyrmex pocahontas Buschinger, 1979. В 1998 году после синонимизации таксона Doronomyrmex включён в состав рода Leptothorax (Heinze, 1998: 195), что позднее было подтверждено в фундаментальной монографии Б. Болтона «Classification and Synopsis of Formicidae» (Bolton, 2003: 270). Сходны с европейским социальным паразитом Leptothorax pacis, у которого отсутствует каста рабочих. Видовое название дано в честь индейской принцессы Покахонтас, так как типовая серия была найдена во время исследований автора описания в бунгало Pocahontas Bungalows около входа в Национальный парк Джаспер (Канада).

## Охранный статус
Включены в Международную Красную книгу в статусе Vulnerable species (VU) — Находятся в уязвимом положении (уязвимые виды).